# Mérignac
Mérignac (okzitanisch: Merinhac) ist eine französische Gemeinde in der Region Nouvelle-Aquitaine Sie gehört zum Arrondissement Bordeaux und zum Gemeindeverband Bordeaux Métropole und ist mit 77.136 Einwohnern (Stand 1. Januar 2022) die zweitgrößte Stadt im Département Gironde.

## Geografie
Die Stadt ist ein westlicher Vorort von Bordeaux. Durch Mérignac führt die Ringautobahn Autoroute A 630.

## Geschichte

### Internierungslager Camp de Mérignac
Während der deutschen Besatzung befand sich auf einem Gemarkungsteil von Mérignac, der Beaudésert genannt wurde, das Internierungslager Camp de Mérignac, das auch als Camp de Beaudésert bekannt wurde.
Hier wurden im Oktober 1940 auf deutsche Anordnung hin, aber unter französischer Verwaltung, etwa 300 Menschen, im französischen Sprachgebrauch sogenannte Nomades, interniert. Ende 1940 wurde das Lager in mehreren Schüben geleert. Der größere Teil der Insassen wurde in Lager in Poitiers  und Civray (Vienne) verlegt, von wo aus 109 von ihnen am 13. Januar 1943 über das Internierungs- und Sammellager Royallieu bei Compiègne in das Konzentrationslager Sachsenhausen deportiert wurden, während andere in das Internierungslager für Nichtsesshafte in Montreuil-Bellay oder in ein Lager in La Bastide (Bordeaux) kamen.
Zwischenzeitlich liefen in Bordeaux Razzien gegen politische Gegner des Vichy-Regimes, vor allem gegen Kommunisten. Diese wurden zunächst in Bordeaux im Foyer des Emigrants am Quai de Bacalan 24 untergebracht, das sich aber bald als zu klein erwies. Als Ersatz hierfür wurde deshalb im Frühjahr 1941 in Mérignac ein „Centre de Séjour Surveillé“ (Zentrum für überwachtes Wohnen) eingerichtet, in dem aber auch Juden, Flüchtlinge aus dem Spanischen Bürgerkrieg und gewöhnliche Sträflinge untergebracht worden seien.
Die Fondation Pour La Memoire De La Deportation (FMD) geht von anfangs 14 Baracken aus, deren Bestand sich bis September 1942 auf 28 verdoppelt habe. Die Kapazität habe bei 400 Plätzen gelegen; als Höchstbelegung wird die Zahl 480 genannt. Die Baracken seien nur spärlich eingerichtet und von einem mit Stacheldraht bewehrten Holzzaun umgeben gewesen.
Die „Association du Souvenir des Fusillès de Souge“ (ASFS) erwähnt, dass es den politischen Internierten gelungen sei, im Lager sportliche und kulturelle Aktivitäten zu entwickeln, aber auch politische Aktionen wie Hungerstreiks und Schweigeminuten für Erschossene zu organisieren.
Aus dem Camp fanden Verlegungen ins Camp de Gurs statt, aber auch mehrfach Deportationen über das Sammellager Drancy in die deutschen Konzentrationslager. Die FMD listet 229 Deportierte aus Mérignac auf, andere Quellen sprechen von 459 deportierten Juden in der Zeit von Juli bis November 1942.
Am 26. August 1944 wurden die letzten Internierten von der Résistance befreit. Danach wurden hier bis 1946 Kollaborateure untergebracht, die auf ihren Prozess warten. Von 1946 bis 1948 diente das Camp als Haftanstalt für „illegale“ Ausländer.
1957 wurde das Lager Mérignac endgültig geschlossen. Auf seinem Gelände entstand ein Industriegebiet. Ein Gedenkstein erinnert dort an das ehemalige Lager, in dem je nach Quelle zwischen  1.200 bis 1.700 Menschen interniert waren.

### Bevölkerungsentwicklung
| Jahr                       | 1962   | 1968   | 1975   | 1982   | 1990   | 1999   | 2006   | 2019   | 2021   |
| Einwohner                  | 32.355 | 45.951 | 50.652 | 51.306 | 57.273 | 61.992 | 65.469 | 72.197 | 75.729 |
| Quellen: Cassini und INSEE |        |        |        |        |        |        |        |        |        |

## Sehenswürdigkeiten
Der Landschaftspark um das Schloss Bourran – selbst Kulturdenkmal – ist ein englischer Landschaftsgarten. 
|  |  |

## Verkehr
In der Gemarkung Merignac liegt der Flughafen Bordeaux-Mérignac. Die Gemeinde liegt an der Ringautobahn (Rocade, A630) um Bordeaux herum. Mérignac wird durch Buslinien sowie die Straßenbahnlinie A der Straßenbahn Bordeaux erschlossen.

## Städtepartnerschaften
Es gibt internationale kommunale Beziehungen zu
- Vilanova i la Geltrú, Spanien
- Kaolack, Senegal
- Saint.Laurent, Kanada

## Weinbau
Mérignac ist ein Weinbauort in der Weinbauregion Graves und gehört zur Appellation Pessac-Léognan.

## Persönlichkeiten
- Robert Étienne (1921–2009), Althistoriker und Archäologe
- Roger Bielle (1928–2014), Ringer
- Jean-Pierre Rivière (1929–1995), Komponist
- Jacqueline Dieudonné (* 1933), Turnerin